# Бесплатная игра (фильм)
«Бесплатная игра» (англ. Free to play) — документальный фильм, снятый в 2014 году компанией Valve, повествующий о трёх профессиональных игроках (Dendi, Fear и hyhy), которые соревнуются за один миллион долларов на первом международном чемпионате по игре DOTA 2 — The International 2011. В фильме показаны все трудности, которые пришлось пройти игрокам, чтобы попасть на чемпионат. Первый фильм компании Valve.

## Премьера
Предпоказ фильма происходил после финала The International 3 для посетителей турнира.
18 марта 2014 в 20:00 PST в The Castro Theatre в Сан-Франциско, штат Калифорния состоялась премьера фильма. А уже с 19 марта 2014 в Steam и на официальном канале Valve на YouTube стало доступным бесплатно посмотреть фильм всем желающим.

## В ролях
| Имя           | Никнейм |
| ------------- | ------- |
| Даниил Ишутин | Dendi   |
| Клинтон Лумис | Fear    |
| Бенедикт Лим  | hyhy    |

## Коллекционное издание
В связи с выходом фильма, с 19 марта 2014 в магазине DOTA 2 выпустили коллекционное издание. 25 % от продаж поступит самим игрокам, а также создателям предметов. Коллекционное издание включает в себя:
- Набор «Fear’s Sven» — Jeremy Klein, Ziedrich
- Набор «hyhy’s Doom» — Vermillion Wlad
- Набор «Dendi’s Pudge» — Danidem, Bronto ϟ Thunder
- Варды «Free to Play» — созданные Valve
- Интерфейс «Free to Play» — созданный Valve
- Курьер «Free to Play» — созданный Valve

## Реакция
Фильм Free to Play был в целом хорошо принят критиками. Крис Зеле из журнала Maximum PC, который не был знаком с франшизой Dota, после просмотра фильма назвал Free to Play не только одним из лучших документальных фильмов о видеоиграх, но и лучшим документальным фильмом на любую тему, который он когда-либо видел. Филиппа Уорр из журнала Wired похвалила фильм за проведение параллелей между соревновательными видеоиграми и другими видами спорта, но в то же время отметила, что фильм рискует оказаться неподходящим в некоторых областях, поскольку для понимания сцен сражений могут потребоваться игровые знания. Брайан Альберт из IGN похвалил фильм за то, что он эмоционально увлекательный и отличается большим разнообразием, но в то же время раскритиковал за то, что он не объясняет более сложные детали Dota 2 тем, кто не знаком с игрой.